# Société du double quintette
La société du double quintette de Paris (connue aussi sous le nom de Decem de Paris ou double quintette de Paris ou société de musique de chambre pour instruments à cordes et à vent) est un dixtuor composé d'un quintette à cordes et d'un quintette à vent fondé en 1896 par les meilleurs instrumentistes à vent de l'époque comme le clarinettiste Henri Lefèbvre,.

## Fonctionnement

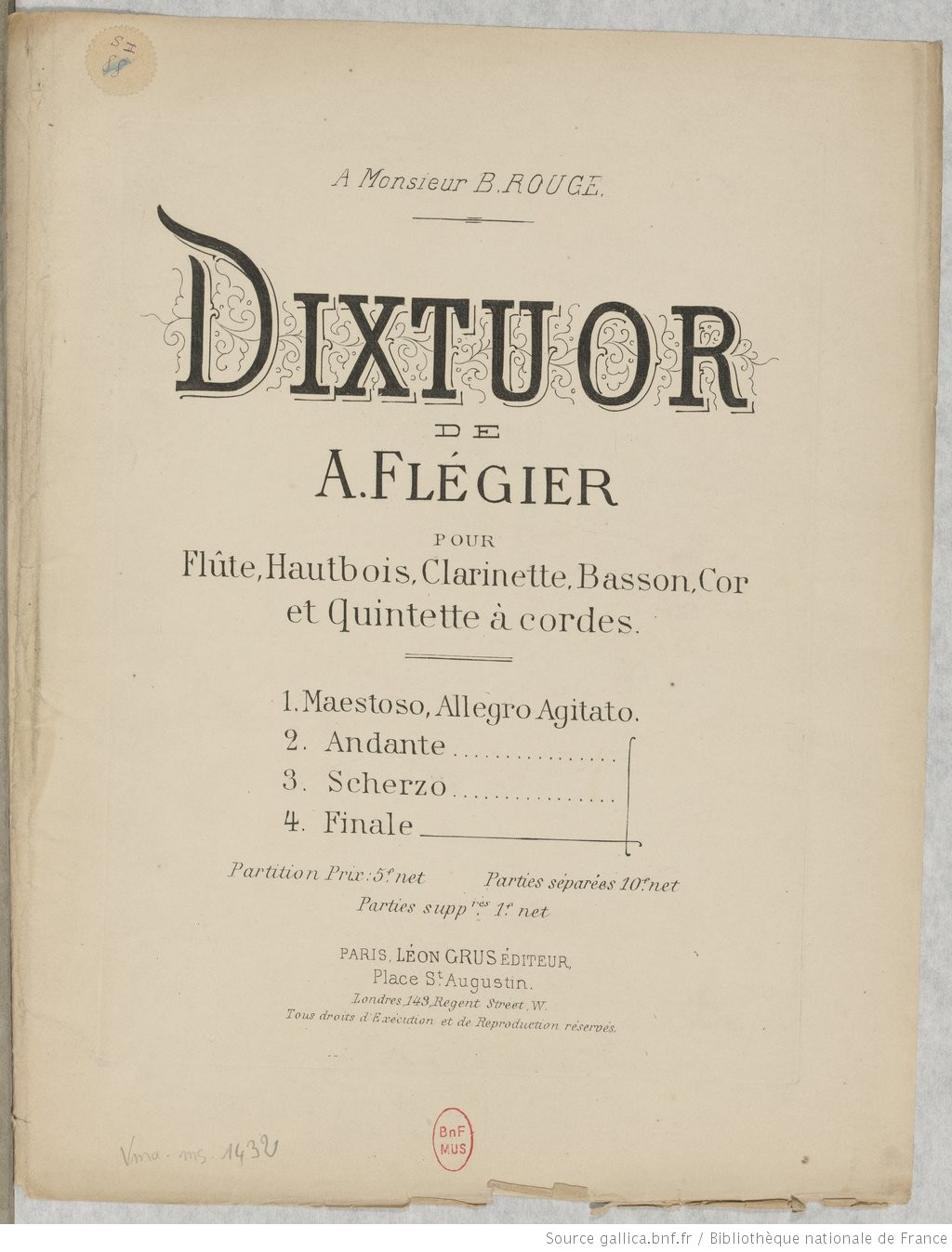
Page de titre du Dixtuor d'Ange Flégier, premier usage du terme (vers 1899), créé aux Concerts-Rouge.

La société du double quintette a son siège au 34 rue de Laborde, Paris 8ème.

« Son but, qui a de la beauté, est d'englober tout le répertoire de la musique de chambre classique et moderne, en mêlant les cordes aux instruments à vent, et, par ce fait même, d'ouvrir un vaste champ de manifestation aux jeunes compositeurs. »

— Rémy Fasolt, Revue Musica, mai 1906
Il arrive que la critique leur reproche une programmation trop éclectique en dépit de la qualité de leur interprétation :

« En musique surtout l'intention n'est rien, seul l'effet sonore compte.
 On s'en aperçoit en écoutant le Double quintette de Paris. Ces instrumentistes, tous de premier ordre, obtiennent régulièrement un accueil particulièrement chaleureux par leur interprétation très fouillée d'œuvres malheureusement bien panachées. »

— Jean Poueigh, Revue musicale S.I.M., 15 janvier 1913
La société du double quintette de Paris réalise de nombreuses tournées triomphales en Europe au début du XXe siècle, portant la voix de la musique française de la Belle Époque et se produit très fréquemment à Paris.

« ESPAGNE
A la Société Philharmonique de Bilbao, triomphal succès pour le « Double Quintette de Paris » qui fit entendre au
cours de deux concerts la symphonie de chambre de Wolff-Ferrari, le septuor de Steinbach, celui de Beethoven, le Concerto brandebourgeois en ré et la Suite en si mineur de Bach, VOktett de Schubert et les Aubades de Lalo. La presse est unanime à vanter les mérites de cette splendide pléiade de virtuoses qui comprend Pierre Sechiari, Marcel Houdret, Maurice Vieux, Jules Marneff, Paul Leduc, Marcel Moyse, Louis Bas, Henri Paradis, François Oubradous, Edouard Vuillermoz et Georges de Lausnay. »

— par intérim : Henri Collet, Le Ménestrel, 7 décembre 1928 
D'autres formations de ce type à double quintette à cordes et à vent se rencontrent à Paris au début du XXe siècle, comme aux Concerts-Rouge.

## Membres

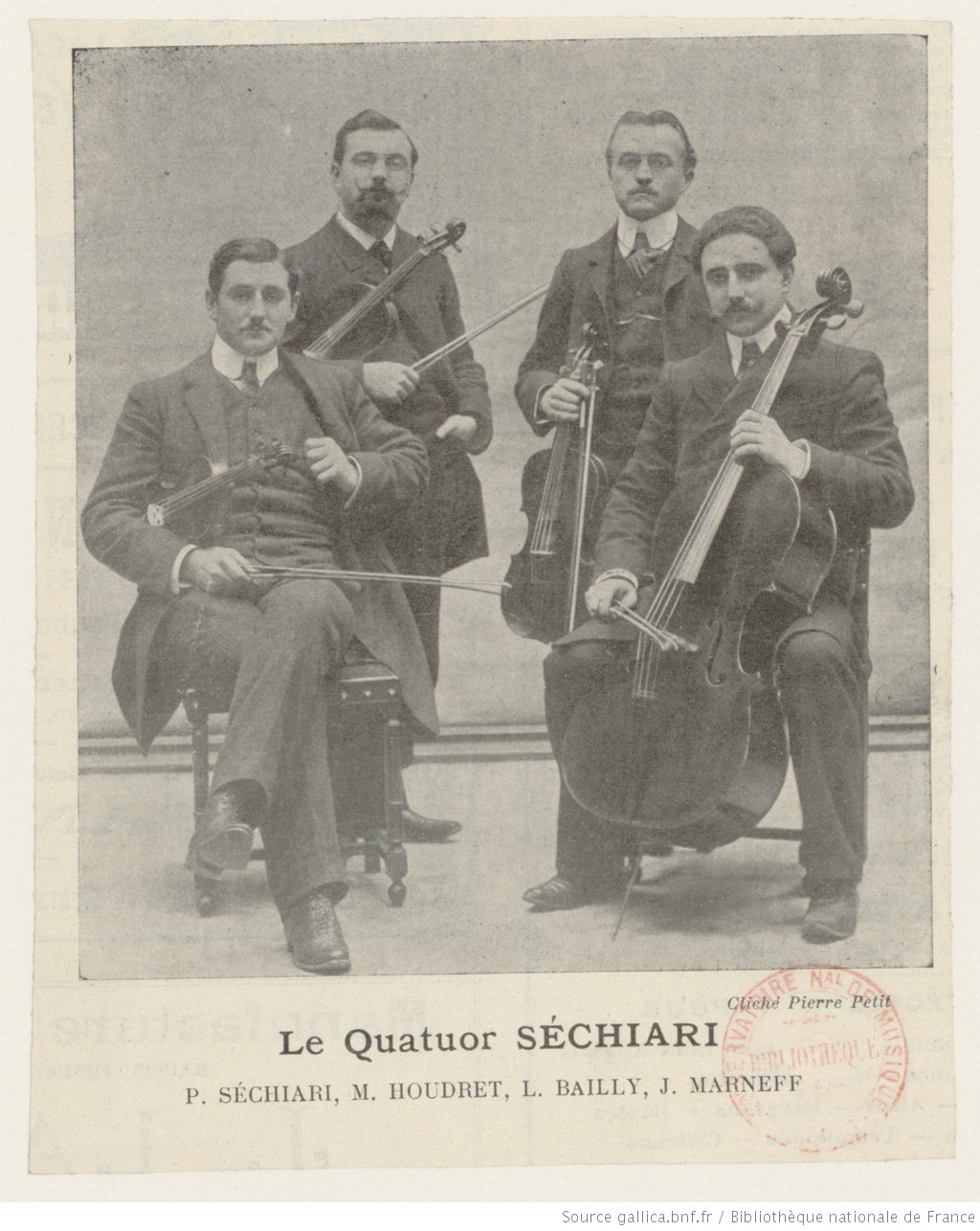
Le quatuor Séchiari : P. Séchiari, M. Houdret, L. Bailly, J. Marneff / d'après un cliché de Pierre Petit.

De nombreux musiciens se sont succédé dans cette formation comme :
- (1er violon): Pierre Séchiari[9] ;
- (2e violon): Marcel Houdret[9] ;
- (violoncelle) : Jules Marneff[10],[11] ;
- (alto) : Maurice Vieux[12] ;
- (contrebasse) : Paul Leduc[13], M. Chivert ;
- (flûte) : Adolphe Hennebains, Marcel Moyse ;
- (hautbois) : Louis Bas[1],[14] ;
- (clarinette) : Henri Lefèbvre, Henri Paradis ;
- (cor) : François Lamouret[15], Fernand Reine[1],[16], Edouard Vuillermoz ;
- (basson) : Ernest Vizentini[1],[17] ;
- et éventuellement Georges Delauney (piano).

Le clarinettiste Henri Paradis arrive en 1906 dans cet ensemble et y reste pendant 25 ans.

## Œuvres dédiées
Il existe des pièces spécifiquement écrites pour cet ensemble de chambre à cordes et à vent comme : 
- Noël Berrichon, suite pour petit orchestre ou double quintette avec harpe - (piano ad libitum), par Marcel Samuel-Rousseau,  (Note : In fine : Rome Février 1906), (BNF 44886092),
- Deux Pièces en double quintette pour instruments à cordes et à vent par Gabriel Marie, (Paris, Gostallat, 1907),  (BNF 42999700),
- Dixtuor // Double quintette : à cordes et à vent par Théodore Dubois (Note : A la fin, signé ; daté : 5 février 1909), (BNF 44847448),
- Suite pour double quintette (pour instruments à cordes et à vent) par Emanuel Moór, (Paris, A.-Z. Mathot, 1913), (BNF 43163599),
- Variations pour double quintette [à vent et à cordes] sur une bourrée d'Auvergne op. 39 par Édouard Flament, (Paris, 1913), (BNF 42989629).

## Enregistrements
Il réalise les premiers enregistrements de ce type de formation avec les possibilités techniques de l'époque, notamment :
- Danses anciennes :  menuet de Paul Vidal avec la société de musique de chambre pour instruments à cordes et à vent (double quintette), Pierre Séchiari (1er violon), Marcel Houdret (2e violon), Jules Marneff (violoncelle), Maurice Vieux (alto), M. Chivert (contrebasse), Adolphe Hennebains (flûte), Louis Bas (hautbois), Henri Lefèbvre (clarinette), Fernand Reine (cor), Ernest Vizentini (basson), pianiste Georges Delauney (numéro de face: 380706, mars 1907)[18] ;
- Sérénade en ré majeur op. 25 de Ludwig van Beethoven avec la société de musique de chambre pour instruments à cordes et à vent (double quintette), (numéros de face: 38069-38070-380701 à 380704, mars 1907)[18] ;
- Aubade no 2 d'Edouard Lalo avec la société de musique de chambre pour instruments à cordes et à vent (double quintette), (numéros de face: 380705, mars 1907)[18] ;
- Petite suite de Debussy avec Le Double Quintette du Gramophone, (1 disque : 78 tr/min, PNAV MARQUES, Gramophone W 311), (BNF 37898936).
- Chanson de printemps de Mendelssohn ; Menuet de Schubert ; avec la société du double quintette de Paris (1 disque : 78 tr/min, PNAV MARQUES, Gramophone GC 38086/GC 38087), (BNF 37889294).
- La Walkyrie : Chanson du printemps. Le crépuscule des dieux. Chœur des filles du Rhin de Richard Wagner avec le Double Quintette, ens. instr. ; Maestro Lensen, dir., (1 disque : 78 tr/min, Gramophone GC-30746 GC-30747), (BNF 38321188).